# اس‌ام یوسی-۱۲
اس‌ام یوسی-۱۲ (به انگلیسی: SM UC-12) یک زیردریایی بود که طول آن ۱۱۱ فوت ۶ اینچ (۳۳٫۹۹ متر) بود. این زیردریایی در سال ۱۹۱۵ ساخته شد.